# Ágios Ioánnis (Limassol)
Pour les articles homonymes, voir Ágios Ioánnis.
Ágios Ioánnis (grec moderne : Άγιος Ιωάννης) est un village de Chypre de plus de 339 habitants.